# 埃德温·萨瑟兰
埃德温·哈丁·萨瑟兰（英語：Edwin Hardin Sutherland，1883年8月13日—1950年10月11日），已故的美国20世紀社會學家（屬於芝加哥社會學派）與犯罪學家，被稱為美國的犯罪學之父。他除了研究職業竊盜外，還提出了白領犯罪的概念，以及20世紀在犯罪學界影響深遠的差別接觸理論。

## 研究方法
身為社會學家，萨瑟兰力主從社會學的觀點來認識犯罪成因，並極力批評犯罪心理學的研究。他對Sheldon Glueck & Eleanor Glueck的批評將犯罪學社會學派推向高峰，北美的犯罪學家紛紛以「避免成為反社會學」為優先考量，比尋求經驗上可捍衛的理性基礎還重要。但實際上，萨瑟兰的《差別接觸理論》已經帶有濃厚的心理學性質，尤其是1970年代興起的社會學習理論之縮影，只是自己不承認而已。

## 註腳
1. ↑  Glueck, Sheldon; Glueck, Eleanor. . Cambridge, MA: Harvard University Press. 1950.
2. ↑  Andrews, Bonta (2010): Andrews, Donald Authur; Bonta, James.  5th Ed. Amsterdam,Boston et al.: Anderson Publishing, Lexis Nexis. 2010. ISBN 978-1-4224-6329-1 （英语）. 外部链接存在于|publisher= (帮助): Technical Note 1.4 - Objections to the Goals of Psychology of Criminal Conduct